# La esperanza del navegante
La esperanza del navegante (en catalán: L'esperança del navegant) es una serie de pinturas realizada por Joan Miró entre 1968 y 1973, la mayor parte de las cuales actualmente pertenecen a la colección permanente de la Fundación Joan Miró de Barcelona, gracias a una donación de Pilar Juncosa de Miró. El resto de obras de la serie se conservan en varias colecciones privadas.

## Historia
A diferencia de otras obras de la misma época que estaban claramente vinculadas con acontecimientos históricos y políticos del momento, como La esperanza del condenado a muerte con la condena y ejecución del activista anarquista Salvador Puig Antich por parte del régimen del general Franco, o sus llamadas pinturas quemadas, que en parte pueden haber sido un reflejo de los acontecimientos revolucionarios del mayo de 1968, con la serie la Esperanza del navegante resulta más difícil establecer una conexión directa con el contexto del artista. Entre los años 1968 y 1973 Miró se ha retirado ya a la isla de Mallorca y está inmerso en un proceso creativo que le lleva a consolidar su estilo y explorar nuevas vías, entre las que destaca un renovado interés por la cultura oriental. Jacques Dupin señala la influencia que tuvo en Miró el arte japonés, que en estas obras se puede apreciar si interpretamos las líneas como gestos caligráficos sobre manchas de color intenso. Tal y como explica Pilar Cabañas de la Universidad Complutense de Madrid, esta influencia fue recíproca y venía de lejos. Durante la Exposición Surrealista que tuvo lugar en Tokio en 1937, el artista japonés Shuzo Takiguchi escribió la primera crítica japonesa de Miró. Ambos artistas se conocieron y manifestaron su voluntad de establecer algunos tipos de colaboración pero como consecuencia de problemas personales y del precario estado de salud de Takiguchi, esta colaboración no se materializó hasta 1967, justo un año antes de la primera obra de la serieLa esperanza del navegante. Aquel año, el catálogo de la exposición de Miró en la galería Maeght aparecen varios poemas ilustrados por el propio Miró, entre ellos uno de Takiguchi. Durante los años siguientes y hasta mediados de la década de los setenta, Miró y Takiguchi colaboraron en varias ocasiones.

## La serie
| Registro | Obra                            | Fecha | Formato           | Medidas (cm)   | Museo               | Ciudad    | Ref.. |
| -------- | ------------------------------- | ----- | ----------------- | -------------- | ------------------- | --------- | ----- |
|          | La esperanza del navegante I    | 1968  | Óleo sobre lienzo | 24,5 x 41 cm   | Fundación Joan Miró | Barcelona | [ 5 ] |
|          | La esperanza del navegante II   | 1968  | Óleo sobre lienzo | 24 x 41 cm     | Colección privada   | ND        | [ 6 ] |
|          | La esperanza del navegante III  | 1973  | Óleo sobre lienzo | 24,5 x 41 cm   | Fundación Joan Miró | Barcelona | [ 5 ] |
|          | La esperanza del navegante IV   | 1973  | Óleo sobre lienzo | 24,8 x 41 cm   | Fundación Joan Miró | Barcelona | [ 5 ] |
|          | La esperanza del navegante V    | 1973  | Óleo sobre lienzo | 24,5 x 41 cm   | Colección privada   | ND        | [ 7 ] |
|          | La esperanza del navegante VI   | 1973  | Óleo sobre lienzo | 24,3 x 41m5 cm | Fundación Joan Miró | Barcelona | [ 5 ] |
|          | La esperanza del navegante VII  | 1973  | Óleo sobre lienzo | 24,5 x 41 cm   | Colección privada   | ND        | [ 8 ] |
|          | La esperanza del navegante VIII | 1973  | Óleo sobre lienzo | 24 x 41 cm     | Colección privada   | ND        | [ 6 ] |

## Análisis
Según Dupin, en estas obras se puede apreciar una técnica que Miró repite a menudo durante el 1968, caracterizada por grafismos negros sobre fondo coloridos o, por el contrario, manchas coloridas sobre fondos oscuros o directamente negros. Son evidentes las semejanzas entre las primeras dos obras de la serieLa esperanza del navegante , correspondientes al 1968, y la obra de MiróLa esperanza del condenado a muerte , especialmente en el gesto y en el uso de la relación entre la figura y el fondo. En contraposición, el resto de obras de la serie, que corresponden al 1973, son mucho más cercanas a la obraLa Chanson des voyelles, pintada en 1966 y conservada en el MoMA de Nueva York. A diferencia de como Miró había usado el color negro en las pinturas sobre la Guerra civil española, ahora el negro pierde el dramatismo que había logrado y se convierte en un fondo de matices sutiles sobre el que se desarrollan trazos y formas redondeadas blancas y de colores. En las últimas obras de la serie las líneas aumentan de grosor, los fondos negros están compensados por masas de color más grandes que ganan protagonismo y el trazo se acerca a la caligrafía oriental.

"Si en un momento dado, (Miró) ha colocado una mancha roja, puede estar seguro de que estaba allí, y no en otro lugar, donde debía estar .... Sáquela, y el cuadro cae.
 H. Matisse